# Asphondylia ruebsaameni
Asphondylia ruebsaameni är en tvåvingeart som beskrevs av Kertesz 1898. Asphondylia ruebsaameni ingår i släktet Asphondylia och familjen gallmyggor.
Artens utbredningsområde är Ungern. Inga underarter finns listade i Catalogue of Life.